# Kinek mondjam el vétkeimet?
Kinek mondjam el vétkeimet? (tradução portuguesa: "A quem vou contar os meus pecados?") foi a canção que representou a Hungria no Festival Eurovisão da Canção 1994.
Foi a primeira paricipação da Hungria no Festival Eurovisão da Canção e também a primeira vez que se ouviu uma canção interpretada em língua húngara por Friderika. Foi vigésima-segunda canção a ser interpretada na noite do evento, a seguir à canção espanhola "Ella no es ella", interpretada por Alejandro Abad e antes da canção russa "Vyechniy stranik"., interpretada por Youddiph. Terminou a competição em quarto lugar (entre 25 participantes) e recebeu um total de 122 pontos. No ano seguinte, em 1995, a Hungria seria representada com a canção  "Új név a régi ház falán, interpretada por Csaba Szigeti.

## Autores
- Letrista: Szilveszter Jenei
- Compositor: Szilveszter Jenei
- Orquestrador: Péter Wolf

## Letra
A canção é uma balada, com Friderika desjando contar os seus pecados a alguém (mas não sabe a quem). Os pecados em questão não são detalhados, todavia certas linhas da ("A noite escura", "não fé, não amor") sugerem que eles devem ser sérios.

## Versões
Friderika gravou uma versão em inglês, intitulada "Who Will Be There" com uma letra muito semelhante.